# Wynn Golf & Country Club
De Wynn Golf & Country Club is een countryclub en een golfclub in de Verenigde Staten. De club werd opgericht in 2005 en bevindt zich in Las Vegas, Nevada.
De club beschikt over een 18-holes golfbaan met een par van 72. De golfbaan werd ontworpen door de golfbaanarchitecten Tom Fazio en Steve Wynn. 
De club wordt beheerd door de "Wynn Las Vegas & Encore Hotel". Naast een golfbaan, biedt de club ook een fitnesscentrum, een openluchtzwembad en een casino aan.

## Geschiedenis
Oorspronkelijk was de golfbaan eigendom van de Desert Inn, een voormalig casino. De casino had een eigen club, de Desert Inn Country Club, en de golfbaan werd gebouwd in 1950. In 2000 sloot het casino haar deuren en het eigendom stond te koop. In 2000 werd het pand gekocht door Steve Wynn en het hotel werd hernoemd tot de "Wynn Las Vegas & Encore Hotel".

## Golftoernooien
Voor het golftoernooi voor de heren is de lengte van de baan 6577 m met een par van 72. De course rating is 73,9 en de slope rating is 124.